# Siquirres
Siquirres – miasto w Kostaryce, w prowincji Limón.